# Hey Mama (canción de David Guetta)
«Hey Mama» es una canción realizada por el DJ y productor francés David Guetta, con la colaboración de la cantante y rapera trinitense Nicki Minaj, el DJ surinamés Afrojack y la cantante estadounidense Bebe Rexha, incluida en el álbum de estudio de Guetta, Listen. Fue lanzada el 16 de marzo de 2015, como descarga digital a través de iTunes.
La canción incorpora repetidamente el sample principal de «Rosie», una grabación realizada en los años 1940 por Alan Lomax.

## Recepción de la crítica
«Hey Mama» recibió elogios de la crítica, con muchos elogiando la naturaleza discotequera de la canción. Bianca Gracie de Idolator lo describió como «un electro-house / sonido trap enloquecido», señalando que «el flujo de rap es un jugueteo» de Minaj. Fue descrita por Direct Lyrics como un «sonido EDM-isla-radio-friendly producido de forma inteligente». mientras Richard Baxter de Popology Ahora felicitó trap a la pista y los estilos electrónicos de dancehall, describiendo a Rexha como la «estrella» de Hey Mama con su «estribillo pesado».
Varias compañías de música y sus colaboradores eligieron «Hey Mama», como lo más destacado del álbum, Billboard lo describió como una «isla de mermelada con sabor grandilocuente». y Associated Press indica a Minaj y Afrojack de haber producido «una mezcla excelente de R&B». Minaj, en particular, recibió elogios por su voz, con Newsday llamando a la pista «más éxito innegable» de Minaj desde que su canción «Super Bass», y The Guardian describe la voz de Minaj como un punto culminante del álbum.

## Lista de canciones
| Descarga digital — sencillo |            |          |  |
| N.º                         | Título     | Duración |  |
| 1.                          | «Hey Mama» | 3:10     |  |

## Posicionamiento en listas
| Lista (2015)                                | Mejor posición |
| ------------------------------------------- | -------------- |
| Alemania (Media Control AG)                 | 9              |
| Australia (ARIA)                            | 5              |
| Austria (Ö3 Austria Top 40)                 | 8              |
| Bélgica (Flandes) (Ultratip Bubbling Under) | 9              |
| Bélgica (Valonia) (Ultratip Bubbling Under) | 16             |
| Canadá (Canadian Hot 100)                   | 9              |
| Corea del Sur (Gaon Chart)                  | 1              |
| Dinamarca (Tracklisten)                     | 6              |
| España (Los 40 Principales)                 | 1              |
| Estados Unidos (Billboard Hot 100)          | 8              |
| Estados Unidos (Dance/Electronic Songs)     | 1              |
| Estados Unidos (Mainstream Top 40)          | 6              |
| Finlandia (OFC)                             | 6              |
| Francia (SNEP)                              | 6              |
| Hungría (Single Top 40)                     | 8              |
| Irlanda (IRMA)                              | 6              |
| Israel (Media Forest)                       | 3              |
| Japón (Japan Hot 100)                       | 1              |
| Líbano (Lebanese Top 20)                    | 2              |
| Países Bajos (Mega Single Top 100)          | 16             |
| Nueva Zelanda (Recorded Music NZ)           | 8              |
| Noruega (VG-lista)                          | 18             |
| Reino Unido (UK Singles Chart)              | 9              |
| Suecia (Sverigetopplistan)                  | 6              |
| Suiza (Schweizer Hitparade)                 | 10             |

## Certificaciones
| País           | Organismo certificador | Certificación | Ventas certificadas | Ref. |
| -------------- | ---------------------- | ------------- | ------------------- | ---- |
| Alemania       | BVMI                   | Platino       | 400 000             |      |
| Australia      | ARIA                   | 2x Platino    | 140 000             |      |
| Austria        | IFPI Austria           | Oro           | 15 000              |      |
| Bélgica        | BEA                    | 2x Platino    | 40 000              |      |
| Canadá         | Music Canada           | 3x Platino    | 240 000             |      |
| Dinamarca      | IFPI Dinamarca         | Platino       | 90 000              |      |
| España         | PROMUSICAE             | Platino       | 40 000              |      |
| Estados Unidos | RIAA                   | 3x Platino    | 3 000               |      |
| Italia         | FIMI                   | 3x Platino    | 150 000             |      |
| Noruega        | IFPI Noruega           | 2x Platino    | 120 000             |      |
| Nueva Zelanda  | RMNZ                   | Platino       | 30 000              |      |
| Países Bajos   | ZPAV                   | Platino       | 40 000              |      |
| Polonia        | ZPAV                   | Platino       | 50 000              |      |
| Reino Unido    | BPI                    | Platino       | 600 000             |      |
| Suecia         | GLF                    | 2x Plata      | 80 000              |      |
| Suiza          | IFPI Suiza             | Platino       | 30 000              |      |

El tema ha vendido más de 15 millones (15,000,000) de unidades mundiales actualmente, siendo así una de las canciones EDM mejor vendidas en la historia de la música.

## Historial de lanzamientos
| Región         | Fecha               | Formato                 | Discográfica                |
| -------------- | ------------------- | ----------------------- | --------------------------- |
| [ 33 ]         | 16 de marzo de 2015 | Descarga digital        | What A Music                |
| Estados Unidos | 17 de marzo de 2015 | Radio Hit Contemporánea | Atlantic Records Parlophone |